# Divino tesoro
Divino tesoro fue una serie de televisión chilena transmitida por Chilevisión, basada en una historia que gira en torno a 7 chicos y chicas. Su grabación fue a mediados del 2010. Se estrenó en 2011.
La serie se convirtió en una de las grandes ganadoras de los fondos anuales del Consejo Nacional de Televisión (2009). El proyecto fue adjudicado por la cadena televisiva Chilevisión. La superproducción recibió a cerca de $122.084.382 pesos por parte del Consejo Nacional de Televisión y el resto del financiamiento fue puesto por Mega, lo que se sumó cerca de un millón de dólares.

## Argumento
Narra la vida de siete chicos y chicas – de diversa condición social y distintos estilos de vida – que se conocen al entrar a la Universidad. Sus anhelos y distintas maneras de ser se cruzan generando entre ellos amistad y tensiones. La serie aborda temas que afectan a los jóvenes como el exitismo, el micro-tráfico y consumo de droga; la discriminación social o racial; la prostitución de clase alta con jovencitas universitarias promocionadas en la web, la muy generalizada depresión y la apatía entre los jóvenes.

## Elenco
- Gilherme Sepúlveda
- José Palma
- Ariel Mateluna como Juan Antonio.
- Verónica Soffia como Carla Soto.
- Constanza Álvarez
- América Ulloa
- Nicolás Brown como Iván Balmaceda.
- Aline Kuppenheim como Maritza Páredes.
- Andrés Velasco
- Andrés Olea como "Milton".
- Ximena Rivas como Renata.
- Alejandro Goic
- María Olga Matte
- Amaya Forch
- Paula Leoncini
- Otilio Castro
- Felipe Armas